# B1A4
B1A4 (hangul: 비원에이포) är ett sydkoreanskt pojkband bildat år 2011 av WM Entertainment.
Gruppen består av de fem medlemmarna CNU, Jinyoung, Sandeul, Baro och Gongchan.

## Medlemmar
| Artistnamn   | Artistnamn | Födelsenamn    | Födelsenamn | Födelsedatum     |
| Romanisering | Hangul     | Romanisering   | Hangul      | Födelsedatum     |
| ------------ | ---------- | -------------- | ----------- | ---------------- |
| CNU          | 신우       | Shin Dong-woo  | 신동우      | 16 juni 1991     |
| Jinyoung     | 진영       | Jung Jin-young | 정진영      | 18 november 1991 |
| Sandeul      | 산들       | Lee Jung-hwan  | 이정환      | 20 mars 1992     |
| Baro         | 바로       | Cha Sun-woo    | 차선우      | 5 september 1992 |
| Gongchan     | 공찬       | Gong Chan-sik  | 공찬식      | 14 augusti 1993  |

## Diskografi

### Album
| Albuminformation                                     | Topplacering          | Topplacering   |
| Albuminformation                                     | Sydkorea (Gaon Chart) | Japan (Oricon) |
| Koreanska                                            | Koreanska             | Koreanska      |
| ---------------------------------------------------- | --------------------- | -------------- |
| Let's Fly (EP-skiva) - Släppt: 21 april 2011         | 6                     | —              |
| It B1A4 (EP-skiva) - Släppt: 16 september 2011       | 8                     | —              |
| Ignition (Studioalbum) - Släppt: 14 mars 2012        | 1                     | 42             |
| In the Wind (EP-skiva) - Släppt: 12 november 2012    | 1                     | 34             |
| What's Happening? (EP-skiva) - Släppt: 8 maj 2013    | 1                     | 16             |
| Who Am I (Studioalbum) - Släppt: 13 januari 2014     | 1                     | 8              |
| Solo Day (EP-skiva) - Släppt: 14 juli 2014           | 1                     | —              |
| Sweet Girl (EP-skiva) - Släppt: 10 augusti 2015      | 2                     | 23             |
| Good Timing (Studioalbum) - Släppt: 28 november 2016 | 1                     | 50             |
| Rollin’ (EP-skiva) - Släppt: 25 september 2017       | 1                     | 13             |
| Japanska                                             |                       |                |
| 1 (Studioalbum) - Släppt: 24 oktober 2012            | —                     | 5              |
| 2 (Studioalbum) - Släppt: 19 mars 2014               | —                     | 9              |
| 3 (Studioalbum) - Släppt: 16 mars 2016               | —                     | 4              |
| 4 (Studioalbum) - Släppt: 14 juni 2017               | —                     | 5              |
| 5 (Studioalbum) - Släppt: 27 juni 2018               | —                     | 19             |

### Singlar
| År        | Titel                     | Topplacering          | Topplacering   |
| År        | Titel                     | Sydkorea (Gaon Chart) | Japan (Oricon) |
| Koreanska | Koreanska                 | Koreanska             | Koreanska      |
| --------- | ------------------------- | --------------------- | -------------- |
| 2011      | "O.K"                     | 90                    | —              |
| 2011      | "Only Learned Bad Things" | 149                   | —              |
| 2011      | "Beautiful Target"        | 67                    | —              |
| 2011      | "My Love"                 | —                     | —              |
| 2012      | "The Time is Over"        | 44                    | —              |
| 2012      | "Baby I'm Sorry"          | 19                    | —              |
| 2012      | "Baby Good Night"         | 13                    | —              |
| 2012      | "Tried to Walk"           | 8                     | —              |
| 2013      | "What's Happening?"       | 9                     | —              |
| 2014      | "Lonely"                  | 2                     | —              |
| 2014      | "Solo Day"                | 7                     | —              |
| 2015      | "Sweet Girl"              | 11                    | —              |
| 2015      | "It's Christmas"          | 45                    | —              |
| 2016      | "A Lie"                   | 8                     | —              |
| 2017      | "Rollin’"                 | 24                    | —              |
| Japanska  |                           |                       |                |
| 2012      | "Beautiful Target"        | —                     | 4              |
| 2012      | "Oyasumi Good Night"      | —                     | 4              |
| 2013      | "What's Happening?"       | —                     | 3              |
| 2014      | "Solo Day"                | —                     | 3              |
| 2015      | "White Miracle"           | —                     | 3              |
| 2015      | "Happy Days"              | —                     | 3              |
| 2017      | "You and I"               | —                     | 6              |
| 2017      | "Follow Me"               | —                     | 24             |
| 2018      | "Do You Remember"         | —                     | 2              |
| 2018      | "Aerumade"                | —                     | 5              |